# Tasudż
Tasudż (perski : تسوج) – miasto w Iranie, w ostanie Azerbejdżan Wschodni. Liczba mieszkańców w 2006 roku wynosiła 7332.